# Herman Donners
Herman Louis Clement Donners (Antwerpen, 5 augustus 1888 - Calais, 14 mei 1915) was een Belgisch waterpolospeler en zwemmer.

## Loopbaan
Donners nam als waterpoloër tweemaal deel aan de Olympische Spelen, in 1908 en 1912. In 1908 speelde hij voor het team dat een zilveren medaille won. Vier jaar later, in 1912, speelde hij opnieuw voor België en won een bronzen medaille.
In het zwemmen werd Donners driemaal Belgisch kampioen. Tweemaal op de 100 m vrije slag en eenmaal op de 200 m vrije slag.
Donners sneuvelde als soldaat in de Eerste Wereldoorlog.

## Internationaal palmares
Waterpolo
- 1908:  OS in Londen
- 1912:  OS in Stockholm

## Belgische kampioenschappen
Langebaan
| Onderdeel        | Jaar       |
| ---------------- | ---------- |
| 100 m vrije slag | 1910, 1911 |
| 200 m vrije slag | 1910       |

Victor Boin · 
Herman Donners · 
Fernand Feyaerts · 
Oscar Grégoire · 
Herman Meyboom · 
Albert Michant · 
Joseph Pletincx
Victor Boin · 
Félicien Courbet · 
Herman Donners · 
Albert Durant · 
Oscar Grégoire · 
Jean Hoffman · 
Herman Meyboom · 
Pierre Nijs · 
Joseph Pletincx